# Tiroteo en el Centro Comunitario Judío de Los Ángeles en 1999
El Tiroteo en el Centro Comunitario Judío de Los Ángeles tuvo lugar el 10 de agosto de 1999, alrededor de las diez y cincuenta de la mañana, (hora del Pacífico), cuando el supremacista blanco Buford O. Barrow Jr. entró en el lobby del centro comunitario judío de North Valley, en Granada Hills, y abrió fuego con una arma automática Uzi, disparando 70 balas en el interior del edificio, los disparos hirieron a cinco personas: A tres niños, a un consejero juvenil, y a una oficinista, poco después, Furrow asesinó a un cartero, huyó del estado, y finalmente se entregó a las autoridades.

## Historia
Buford O'Neal Furrow Jr. (nacido el 25 de noviembre de 1961) creció en Lacey, Washington, y se graduó en la Universidad del Oeste de Washington en 1986, con un grado en ingeniería. Durante los años 1980, Furrow trabajó para empresas como Boeing y Northrop Grumman. En los años 1990, Furrow estuvo implicado con el movimiento del líder supremacista blanco Richard Girnt Butler, y fue parte del destacamento de seguridad del complejo de Butler en Hayden Lake, Idaho. Varios meses antes del tiroteo Buford había sido tratado por una enfermedad mental mientras estaba en custodia en el estado de Washington. El asesino pasó algún tiempo viviendo con Debbie Mathews (la viuda de Robert Jay Mathews, el fallecido terrorista neonazi que fundó La Orden, el cual había conocido en el cuartel del grupo Nación Aria ubicado en Idaho.

## Eventos
El siete de agosto, Burrow compró una furgoneta Chevrolet roja usada en Tacoma, Washington, y la cargó con cinco rifles, dos pistolas, 6.000 rondas de munición, y una chaqueta flak. Furrow consideró atacar a tres instituciones judías: El centro cultural Skirball, la Universidad Judía Americana, y el Museo de la Tolerancia del Centro Simon Wiesenthal, pero sortear las medidas de seguridad representaba una gran dificultad.
Furrow procedió y condujo de nuevo desde Washington hasta el Valle de San Fernando con el propósito declarado de "matar judíos". Tres días más tarde, Furrow salió de la autovía en el área de Granada Hills en Los Ángeles y prosiguió su camino hasta el centro comunitario judío de North Valley, justo antes de las once de la mañana.
Había unos 250 niños jugando fuera cuando Furrow entró en el lobby llevando un subfusil del tipo "Uzi". El asesino abrió fuego, esparciendo una ráfaga de balas a ambos lados, dejando humo y más de 70 cartuchos esparcidos en el suelo. Cuando terminó, la recepcionista, el supervisor y tres niños estaban heridos. 
Furrow abandonó la escena en su furgoneta. 20 minutos más tarde, robo el Toyota de una mujer a punta de pistola, dejó atrás la furgoneta, y luego abandonó el Toyota en un hotel de carretera de Chatsworth.
El tiroteo terminó con la muerte del trabajador del Servicio Postal de los Estados Unidos (US Postal Service) Joseph Santos Ileto, (nacido el 19 de marzo de 1960) en Chatsworth, a unas pocas millas de distancia del centro comunitario.
Ileto había terminado de entregar el correo postal a un domicilio y estaba regresando a su vehículo postal cuando Furrow le pidió a Ileto que le enviara una carta, Ileto accedió, Furrow sacó una pistola de mano Glock del calibre nueve milímetros y disparó a Ileto nueve disparos. Furrow confesó que asesinó a Ileto porqué pensó que Ileto era latino o asiático (Ileto era filipino estadounidense), y porqué Ileto era un empleado federal.
La policía encontró la furgoneta abandonada de Furrow, en ella encontraron un alijo de municiones, revistas de armas, chalecos antibalas, un manual de guardabosques, y comida liofilizada. Dos libros de Richard Kelly Hoskins, el líder del movimiento de la Identidad Cristiana en Lynchburg, Virginia, una copia del libro: War Cycles, Peace Cycles, and Vigilantes of Christendom: The Story of the Phineas Priesthood, un libro que según la Liga Antidifamación judía, justifica los actos de violencia racista y antisemita.
Furrow pagó 800 dólares estadounidenses y viajó 275 millas en un taxi desde Los Ángeles, California, hasta Las Vegas, Nevada, terminando la persecución, entregandose al FBI y confesando haber matado a los niños en Los Ángeles. Furrow declaró que el tiroteo fue una llamada de atención para matar judíos.

## Víctimas
Entre los heridos había un niño de cinco años, Benjamín Kadish, que fue alcanzado en el abdomen y la pierna, llegando a perder el 50% por ciento de su sangre; dos niños de 6 años, Joshua Stepakoff y James Zidell, una chica de 16 años, Mindy Finkelstein, que fue alcanzada en el muslo derecho y en la espinilla; y la recepcionista de 68 años, Isabelle Shalometh, que fue alcanzada en el brazo y en la espalda. 
Joseph Ileto murió por heridas múltiples de arma de fuego en el pecho y por un disparo en la nuca. Fue encontrado muerto en una carretera de acceso. En el funeral de Ileto, mensajes de condolencia de numerosos políticos fueron leídos por el congresista Brad Sherman.
De las cinco personas heridas en el tiroteo en el centro comunitario, todos se recuperaron. Benjamín Kadish, el niño de 5 años, fue la víctima de mayor gravedad, según el médico de la sala de emergencias del hospital Providence Holy Cross: 

"No tenía presión sanguínea ni pulso, se encontraba en la condición más crítica posible."

Kadish fue estabilizado tras seis horas de cirugía. Kadish fue dado de alta del hospital el 23 de septiembre de 1999, aproximadamente un mes después del tiroteo.

## Reacción
El tiroteo puso en marcha un movimiento nacional, la "Marcha del Millón de Madres", que culminó en docenas de marchas en los Estados Unidos en el Día de la Madre del año 2000, reclamando un mayor control de las armas de fuego. 
La marcha regional del millón de madres del sur de California, se llevó a cabo en el lugar de nacimiento de la ciudad de Los Ángeles, la calle Olvera, la marcha reunió a más de 10.000 madres de cinco condados, demandando un cambio y protección para los niños contra la violencia de las armas de fuego. 
Se celebraron marchas en las principales ciudades, incluyendo la marcha principal celebrada en Washington D. C.. 
En 2004, en el quinto aniversario de los tiroteos, las familias de las víctimas y los oficiales locales reclamaron un mayor control de las armas de fuego y una legislación que regule los delitos de odio. 
Ismael Ileto, el hermano de Joseph dijo: 

"Lo echamos mucho de menos, y no podemos entender porqué alguien tomaría la vida de mi hermano, solamente estaba haciendo su trabajo cuando fue asesinado."

Ileto fue honrado por el servicio de correos, una oficina de correos en Chino Hills, California, lleva su nombre.

## Sentencia
Inicialmente, Furrow se declaró no culpable del delito federal de asesinato por matar a Ileto, y de los cargos estatales de intento de asesinato por haber disparado a cinco personas en el centro comunitario judío, aunque posteriormente confesó los delitos en una entrevista con los detectives. Los investigadores del caso, dijeron que el asesino admitió sus crímenes, declarando que actuaba motivado por el odio racial. La acusación prometió buscar la pena capital para el acusado en el juicio, lo cual llevó a una batalla legal con el equipo de defensa de Furrow. El caso fue posteriormente complicado por los reclamos de la defensa de que Furrow sufría varios problemas psiquíatricos. El 24 de febrero del año 2001, Furrow se declaró culpable de todos los 16 cargos de felonía que incluyeron una acusación de homicidio por el asesinato de Ileto, seis cargos de violaciones de los derechos civiles, y nueve cargos por posesión de armas. A cambio de declararse culpable, Furrow evitó una posible sentencia de muerte, pero a cambio accedió a cumplir una sentencia de por vida en prisión sin posibilidad de salir en libertad condicional. Según la acusación, Furrow no expresó el menor remordimiento por ninguno de sus crímenes. El 26 de marzo de 2001, en la audiencia de su sentencia, Furrow fue condenado a dos cadenas perpetuas consecutivas, más 110 años de prisión adicionales, sin la posibilidad de salir con la libertad condicional, y tuvo que pagar 690,294 dólares estadounidenses y 11 centavos, en indemnizaciones a las familias de las víctimas y a las compañías de seguros. La jueza de la corte de distrito de Estados Unidos, Nora Manella, declaró sobre el acusado durante el proceso: 

"Sus acciones fueron un duro y brutal recordatorio de que el fanatismo está vivo."